# Perpetua Nkwocha
Perpetua Nkwocha, née le 3 janvier 1976, est une joueuse internationale nigériane de football évoluant au poste de milieu de terrain dans le club suédois du Sunnanå SK.

## Biographie
Avec l'équipe du Nigeria de football féminin, elle participe aux Jeux olympiques de Jeux olympiques d'été de 2000, Jeux olympiques d'été de 2004 et Jeux olympiques d'été de 2008 ainsi qu'aux Coupes du monde 2003, 2007 et 2011. Au niveau continental, elle dispute les Championnats d'Afrique 2002, 2004 (inscrivant un quadruplé en finale), 2006 et 2010, remportant les quatre compétitions.
En club, elle évolue au Sunnanå SK depuis 2007, et a auparavant joué pour les Rivers Eagles.

## Palmarès
- Vainqueur des Championnats d'Afrique 2000, 2002, 2004 (inscrivant un quadruplé en finale), 2006, 2010[2] et 2014
- Joueuse africaine de l'année en 2004, 2005[3], 2010 et 2011[4]
- Meilleure joueuse du Championnat d'Afrique de football féminin 2004[2].
- Meilleure buteuse des Championnats d'Afrique 2002[5], 2004, 2006 et 2010